# Oddelek za psihologijo, Filozofska fakulteta v Ljubljani
Oddelek za psihologijo deluje na Filozofski fakulteti Univerze v Ljubljani. Na oddelku so zastopane vse glavne psihološke discipline (tako teoretične, kot uporabne).  Izobražuje diplomante za delo predvsem na področju organizacije dejavnosti in splošnega psihološkega svetovanja, torej pri organizaciji dela, vodenju razvojnih projektov, v poklicnem svetovanju, v marketingu, pri vodenju pogovorov (intervjujev), na področju stikov z javnostjo, v založništvu in medijih. Izvajajo lahko motivacijske treninge, delajo v podaljšanem bivanju in varstvu otrok v šoli, vodijo mladinske delavnice, delajo na telefonu za pomoč, opravljajo delo z begunci ...

## Zgodovina
Inštitut za psihologijo je leta 1951 ustanovil profesor Mihajlo Rostohar. Želel ga je ustanoviti že ob ustanovitvi Univerze v Ljubljani, leta 1919, vendar mu je bilo to onemogočeno. Največ psiholoških discplin (občo, socialno in razvojno psihologijo, deloma tudi klinično) je na začetku predaval sam ustanovitelj. Za predmete, ki jih sam ni obvladal, je k sodelovanju povabil znanstvenike iz drugih ustanov. Leta 1954 je prof. dr. Zoran Bujas pričel predavati psihologijo dela in psihometrijo. Predaval je do leta 1978. Njegovo sodelovanje je bilo pomembno za nadaljnji razvoj stroke in inštituta. Oddelek je najprej deloval na podstrešju Narodne in univerzitetne knjižnice, kjer so bile razmere zelo slabe. Predavalnico so si študentje in predavatelji delili z Oddelkom za pedagogiko in Oddelkom za filozofijo. Študij je bil empirično usmerjen, zato so bile laboratorijske in terenske vaje pomemben del programa. Zaradi tega so na oddelku potrebovali psihološke instrumente. Rostoharju je uspelo dobiti sredstva za nakup in izdelavo instrumentov, ki so jih potrebovali. Do leta 1959 je bil Rostohar predstojnik oddelka, predaval pa je do leta 1960. Učenci profesorja Rostoharja (npr. Ivan Toličič, Levin Šebek in Vid Pečjak) so po njegovi upokojitvi več let nosili breme razvoja slovenske psihologije.
Leta 1961, se je Inštitut za psihologijo preselil v sedanje prostore Filozofske fakultete in se preimenoval v Oddelek za psihologijo. Ustanovljene so bile katedre kot posebne pedagoško-znanstvene enote za posamezna psihološka področja. Razmere za delo in študij so se močno izboljšale. V tem študijskem letu so Rostoharjevi učenci prevzeli predavanja psiholoških predmetov. Pridružil se jim je dr. Nikola Rota (predaval je socialno psihologijo), ki ga je kasneje zamenjal prof. dr. Peršič. Študijskega leta 1961/62 so študij psihologije razdelili v dve smeri. Klinično smer in študij psihologije kot A- predmeta. Naslednjega leta so obstajale že tri smeri: klinična, industrijska in šolska. Leta 1969 so bile opuščene smeri na dodiplomskemu študiju, ki je postal enopredmeten, saj naj bi tako omogočili širšo strokovno razgledanost. Znanje, potrebno za specifične potrebe prakse, naj bi si diplomanti pridobili s specialističnim podiplomskim študijem. Nadaljnji, podiplomski študij izvaja oddelek sistematično in trajno samo na področju klinične psihologije na Medicinski fakulteti, na drugih področjih pa ne. S šolskim letom 2009/10 prehaja oddelek na bolonjski program, s triletno prvo stopnjo, dveletno drugo (magistrsko) in triletno tretjo stopnjo (doktorski študij). Od leta 1995 so vsaka štiri leta izvajali izredni študij. 
Zanimanja za študij psihologije je že od vedno veliko. Da ne bi veliko število študento preveč vplivalo na kakovost študija, so leta 1977 sprejeli omejitov vpisa na 60 študentov. Število se je potem še spreminjalo. 
Raziskovalno delo je bolj ali manj usmerjeno na vsa pomembna področja psihološke znanosti in prakse. Člani oddelka sodelujejo pri večjih domačih in mednarodnih znanstvenoraziskovalnih projektih. Na oddelku obstajata dve uspešni programski skupini. 
Rezultate svojega dela člani oddelka predstavljajo na številnih znanstvenih in strokovnih srečanjih doma in v tujini, objavljajo v domačih in mednarodnih revijah, monografijah ...

## Študijski programi

### Dodiplomski študij (od leta 2009/10)
Oddelek za psihologijo izvaja univerzitetni program prve stopnje Psihologija. Program traja 3 leta (180 ECTS) organiziranega študija. Po uspešno zaključenem študiju doseže diplomant psihologije naziv  diplomirani psiholog (UN) / diplomirana psihologinja (UN). Ta naziv mu še ne omogoča izvajanja psihološke dejavnosti, lahko pa deluje na mnogih področjih družboslovnega dela.

### Podiplomski študij
Program druge stopnje Psihologija traja dve leti (120 ECTS) in usposablja za poklic psihologa. Po uspešno zaključenem študiju doseže diplomant naziv  magister psihologije / magistrica psihologije. Z zaključeno prvo in drugo stopnjo študija psihologije (300 ECTS) se lahko magister/magistrica psihologije vključi v opravljanje psihološke dejavnosti (ki jo mora sprva eno leto izvajati še pod nadzorom mentorja supervizirane prakse).

### Študij psihologije na tretji stopnji
Doktorski študij poglablja in razširja psihološka znanja, ki usposabljajo kandidate za raziskovalno delo na različnih področjih psihološke znanosti. Študent ali študentka v okviru doktorskega študija razvije in izpopolni raziskovalna znanja, razširi in poglobi metodološka in specifična strokovno-teoretska znanja, ki so pomembna za razvoj stroke ter razvija sposobnost reševanja problemov z uporabo znanstvenih metod. Doktor psihologije je strokovnjak, ki je usposobljen za samostojno teoretsko, empirično ter razvojno znanstvenoraziskovalno delo na različnih področjih psihološke znanosti. Oddelek za psihologijo FF UL ponuja naslednje smeri doktorskega študija v okviru krovnega programa FF Humanistika in družboslovje: Eksperimentalno psihologijo, Psihologijo osebnosti, Razvojnopsihološke študije, Aplikativne psihološke študije. Doktorski študij traja tri leta.

## Katedre
- Katedra za psihološko metodologijo

- Katedra za občo psihologijo

- Katedra za razvojno psihologijo

- Katedra za socialno psihologijo

- Katedra za pedagoško psihologijo

- Katedra za klinično psihologijo in psihoterapijo

- Katedra za psihologijo dela in organizacije

## Knjižnica
Knjižnica Oddelka za psihologijo je nastala leta 1951. Od takrat je osrednja knjižnica iz področja psihologije v Sloveniji. Hrani predvsem knjižno gradivo, ki pomaga pri pedagoškemu in razikovalnemu delu. Fond knjižice zajema več kot 17 000 enot. Gradivo v knjižnici zaradi prostorske stiske ni prosto dostopno.

## Muzejska zbirka
Leta 2001 so na oddelku dobili idejo, da bi zgodovino slovenske psihologije prikazali v stalni razstavi aparatov, instrumentov in pripomočkov, ki so jih uporabljali na oddelku za psihologijo. Muzejska zbirka vsebuje 80 aparatov, ki jih je uporabljal oddelek za psihologijo od leta 1950 do 1985. Uporaba razstavljenih predmetov se je končala, ko so se pojavili računalniki. V zbirki so razstavljeni samo aparati specifični za psihologijo (kasetofoni in podobni aparati niso razstavljeni). S pomočjo razstavljenih predmetov lahko sledimo razvoju psihologije v Sloveniji.
Zbirko je razstavljena v vitrinah in omarah Oddelka za psihologijo. Mnogo instrumentov, ki niso razstavljeni, se je izgubilo, pokvarilo ali pa so bili preveliki za razstavo.
Aparate v zbirki lahko razvrstimo v tri obdobja (glede na čas izdelave, nakupa in začetka uporabe):
- Prvo je mehanično obdobje (1950-1965). Veliko instrumentov iz tega obdobja ni potrebovalo elektrike za delovanje. Bili so zelo dobro izdelani (lahko so se primerjali z instrumenti v Nemčiji). Rostohar jih je zasnoval na podlagi aparatov, ki jih je uporabljal na Češkoslovaškem.
- Drugo je električno obdobje (1965-1980). V njem so prevladovali električni aparati. Nekateri so bili kopija aparatov iz psihološkega laboratorija v Zagrebu in Edinburgu.
- V tretjem obdobju (od leta 1980) je oddelek kupil veliko elektronskih aparatov. Z nakupom teh, je večina prejšnjih mehaničnih instrumentov izgubilo svojo uporabo.

## Znanstvene in strokovne revije
- Psihološka obzorja
- Sodobna pedagogika
- Anthropos
- Panika

## Študentska dejavnost
Študentje imajo svoje društvo, imenovano Društvo študentov psihologije. Izdajajo tudi strokovno revijo Panika. Študenti psihologije so se leta 1993 začeli združevati pod imenom Zveza študentov psihologije. Marca 1996 so se preimenovali in povezali v samostojno društvo: Društvo študentov psihologije Slovenije.